# سيموني لاودر

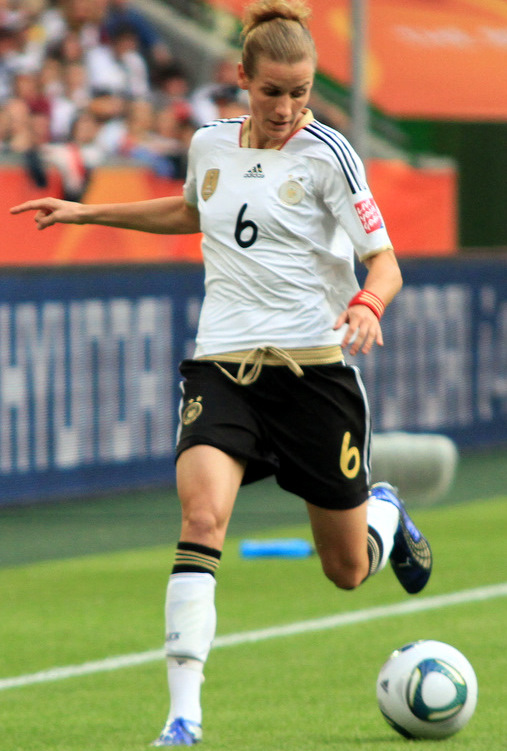
لاودر مع المنتخب الألماني عام 2011.

سيموني لاودر (بالألمانية: Simone Laudehr)‏ (المولودة 12 يوليو 1986) لاعبة كرة قدم ألمانية تلعب حاليًا مع نادي بايرن ميونخ الألماني و‌المنتخب الألماني كلاعبة وسط أو جناح.

## الحياة الشخصية
وُلدت لاودر في ريغنسبورغ في بافاريا في ألمانيا وهي ابنة لأم رومانية، دوينا، وأب ألماني، هوبرت.

## روابط خارجية
- سيموني لاودر على موقع IMDb (الإنجليزية)
- سيموني لاودر على موقع قاعدة بيانات الفيلم (الإنجليزية)
- سيموني لاودر على موقع الاتحاد الدولي (مؤرشف)  (الإنجليزية)
- سيموني لاودر على موقع الاتحاد الأوربي (الإنجليزية)
- سيموني لاودر على موقع قاعدة بيانات كرة القدم.إي يو (الإنجليزية)
- سيموني لاودر على موقع Soccerway.com (الإنجليزية)
- سيموني لاودر على موقع عالم كرة القدم.نت (الإنجليزية)
- سيموني لاودر على موقع كووورة
- سيموني لاودر على موقع اللجنة الأولمبية الدولية (الإنجليزية)
- سيموني لاودر على موقع أوليمبيديا (الإنجليزية)
- سيموني لاودر على موقع اللجنة الأولمبية الألمانية (الألمانية)